# Мюнхенский центр передовой фотоники
Мюнхенский центр передовой фотоники (англ. — Munich-Centre for Advanced Photonics, MAP) — междисциплинарная исследовательская сеть по передовым исследованиям при Мюнхенском университете.

## Цель и концепция
В Мюнхенском центре перспективной фотоники (MAP) исследователи в области фотоники разрабатывают источники когерентного света и световых частиц. Цель MAP — добиться более высокой интенсивности, полного контроля световых импульсов, лучшей точности частоты и более высоких энергий фотонов. Новые источники частиц используются, например, в биологии и медицине для наблюдения и уточнения структуры биомолекул, а также для изучения изменений в тканях в диагностики и терапии — например, опухолей. Междисциплинарная сеть MAP поддерживает исследовательскую инфраструктуру для достижения этих целей.
В 2023 году Ференц Краус, директор Центра, стал лауреатом Нобелевской премии по физике (совместно с Пьером Агостини и Анн Л’Юилье).

## Партнеры
- Мюнхенский технический университет
- Институт биохимии Макса Планка (Max-Planck-Institut für Biochemie)
- Институт внеземной физики Общества Макса Планка
- Институт Макса Планка физики плазмы (Max-Planck-Institut für Plasmaphysik)
- Институт квантовой оптики Общества Макса Планка
- Университет Бундесвера в Мюнхене (Universität der Bundeswehr München)
- Siemens Сектор здравоохранения